# Ъ Трайб Колд Куест
Ъ Трайб Колд Куест (на английски: A Tribe Called Quest) e хип-хоп група създадена през 1985 г. в Куинс, Ню Йорк. Групата издава пет албума в периода от 1990 до 1998 г., преди да се разпадне и да се възроди отново през 2006 г. за серия от съвместни турнета в САЩ и по света. След разпадането на групата, членовете ѝ опитват да изградят соло кариера, като най-успешна се оказва тази на Q-Tip.
Ъ Трайб Колд Куест са считани за пионери в хип-хоп музиката, най-вече в артистичния и алтернативен хип-хоп, който вдъхновява появата на множество иновативни артисти. Многократно е определяна за една от най-важните групи в историята на този стил.. Албумите им The Low End Theory (1991) и Midnight Marauders (1993) са считани за класически рап албуми и включвани в класации за най-добрите музикални албуми на всички времена."
Заедно с De La Soul са част от артистичния кръг Native Tongues, който се отличава със смесване на хип-хоп и джаз музика, семплиране, социално критични и афроцентристки текстове.

## Дискография
Студийни албуми
- 1990: People's Instinctive Travels and the Paths of Rhythm
- 1991: The Low End Theory
- 1993: Midnight Marauders
- 1996: Beats, Rhymes and Life
- 1998: The Love Movement
- 2016: We Got It from Here, Thank You 4 Your Service

Компилации
- 1992: Revised Quest for the Seasoned Traveler
- 1999: The Anthology
- 2003: Hits, Rarities & Remixes
- 2006: The Lost Tribes
- 2012: Abstract Revelations